# Скуляґата
Скуляґата (ісл. Skúlagata) — вулиця в центральній частині Рейк'явіка, столиці Ісландії. Названа на честь Скулі Маґнуссона, правителя (губернатора) Ісландії в часи данського панування. Розташована між вулицями Гофзатун та Інґольфсстрайті. Перетинається проспектом Сноррабройт, що розділяє її на східний і західний відрізки.
В 1959–1987 рр під номером Скуляґата, 4 знаходилося Національне радіо Ісландії, до того як його офіси були перенесені на вул. Ефсталейті. На вул. Скуляґата розташовані Міністерство морської торгівлі та перевезень Ісландії (ісл. Sjávarútvegsráðuneytið), Інститут досліджень океану (ісл. Hafrannsóknastofnun), Інститут досліджень рибної промисловості (ісл. Rannsóknastofnun fiskiðnaðarins), Вул. Скуляґата також знаходиться в м. Борґарнес на заході Ісландії.

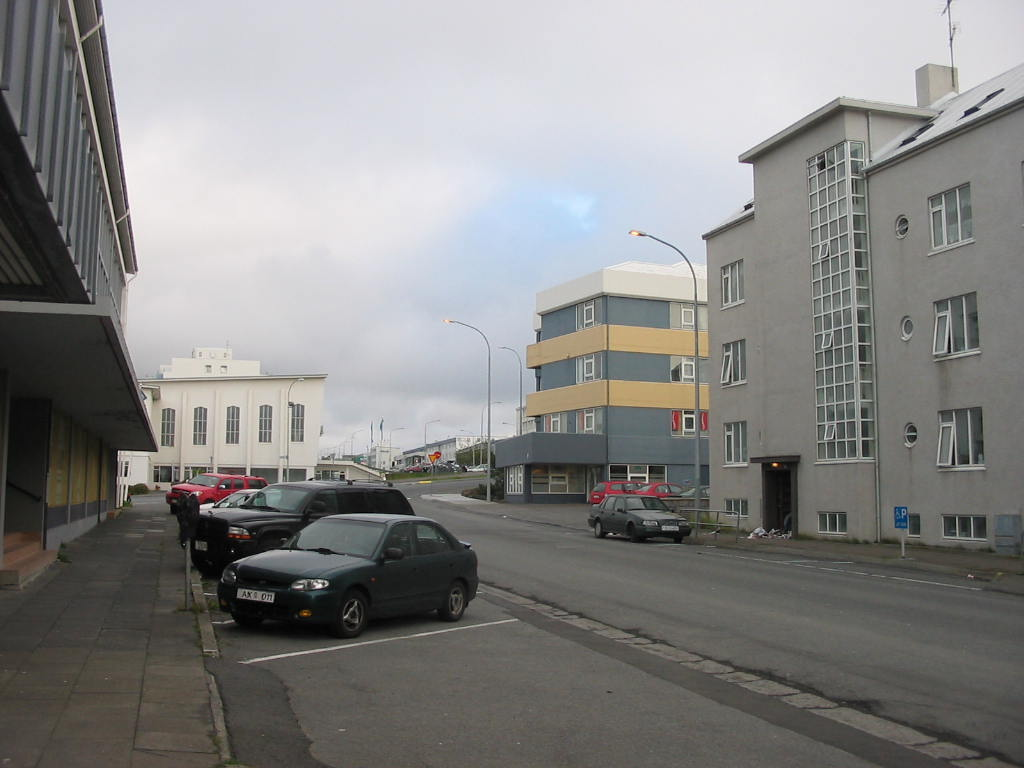
Вулиця Скуляґата, м. Рейк'явік.

| Ісландія | Це незавершена стаття з географії Ісландії. Ви можете допомогти проєкту, виправивши або дописавши її. |